# Gerardus 't Hooft
Gerardus (Gerard) 't Hooft ([xeːrɑrt ət hoːft]; Den Helder, 5 luglio 1946) è un fisico olandese, premio Nobel per la fisica nel 1999 con Martinus J. G. Veltman «per aver spiegato la struttura quantistica dell'interazione elettrodebole».
Gli è stato intitolato l'asteroide 9491 Thooft, di cui ha scritto una costituzione per i futuri abitanti. Ha vinto la medaglia Lorentz nel 1986. Insegna fisica teorica all'Università di Utrecht nei Paesi Bassi.
Il suo prozio Frits Zernike fu premio Nobel per la fisica. Il cognome 't Hooft significa "la testa" ('t è un'abbreviazione per "het").

## Scoperte
- Dimostrazione che le teorie di gauge non abeliane sono rinormalizzabili anche in presenza di rottura spontanea di simmetria.
- Altri risultati riguardanti le teorie di gauge, confinamento e anomalie
- 't Hooft fu il primo a rendersi conto che le teorie di gauge non abeliane si semplificano nel limite di {\displaystyle N} grande. Dimostrò che la cromodinamica quantistica è esattamente risolvibile in dimensione 1+1, scoprendo un'equazione per le masse dei mesoni.[1][2] Questa espansione topologica delle teorie di gauge a grande {\displaystyle N} si è dimostrata importante per la corrispondenza AdS/CFT nella teoria delle stringhe
- Loop magnetici 't Hooft (legati ai loop di Wilson da una S-dualità)
- Contributo di istantoni alle interazioni dei fermioni (interazione di 't Hooft)
- Monopoli magnetici nelle teorie di gauge non abeliane.
- Principio olografico (con Leonard Susskind) e altre proposte nell'ambito della gravità quantistica
- Tentativi recenti di rivitalizzare le variabili nascoste in meccanica quantistica